# Perceval
Pour les articles homonymes, voir Perceval (homonymie).

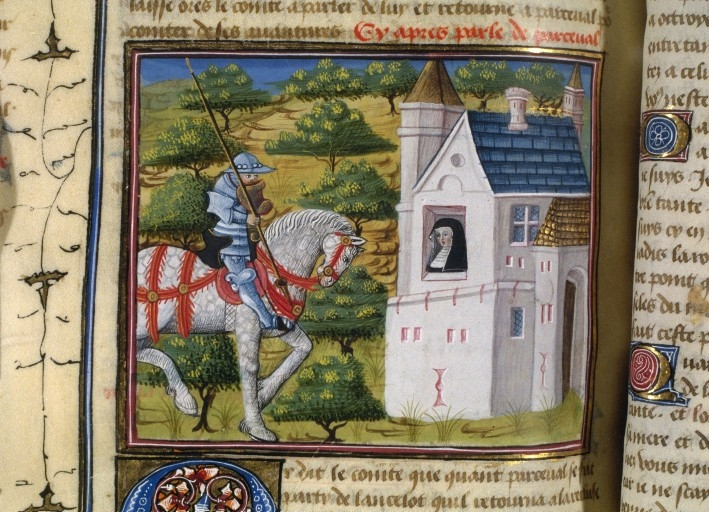
Perceval à la Recluserie, illustration d'un manuscrit de Poitiers du XV, Bibliothèque nationale de France

Perceval est dans la légende arthurienne un des chevaliers de la Table ronde. Dans la littérature galloise, son nom est Peredur. Il est surtout connu pour sa participation à la quête du Saint-Graal.

## Le personnage de Perceval dans les récits
Dans tous les contes, il est noble de naissance et le dernier d'une fratrie de chevaliers, tous tués au combat. Son père est soit le roi Pellinor de Listenois, soit un valeureux chevalier anonyme. Sa mère dont on ne cite généralement pas le nom, joue un rôle protecteur dans l’histoire. Elle emmène son fils vivre dans un manoir isolé au milieu d'une forêt gaste (stérile) pour l'empêcher de devenir chevalier.
Sa sœur, porteuse du Saint-Graal, est parfois appelée Dandrane. Dans les versions où Perceval est le fils de Pellinor, ses frères sont Lamorak, Agloval, Lamorat de Galles et Dornar.
Sa mère, après la mort de son mari et de ses fils chevaliers, l'élève donc dans l'isolement de la forêt (ce qui le rend naïf, faisant de lui la figure archétypale de l'idiot des histoires du Graal, d'où son surnom de « Perceval le nice » — le naïf) en le laissant jusqu'à l'âge de 15 ans dans l'ignorance de ce qu'est la chevalerie et ce par crainte de le perdre comme elle a perdu son époux et ses deux autres fils. Un jour pourtant, tandis qu'il jouait au javelot dans la forêt, le jeune Perceval rencontre cinq chevaliers. Il veut alors devenir lui-même chevalier et se rend à la cour du roi Arthur. Après s'être révélé excellent combattant, il est adoubé et invité à se joindre aux chevaliers de la Table ronde. Chez Chrétien de Troyes, il rencontre le Roi pêcheur blessé et voit le Saint-Graal, mais ne pose pas de question qui aurait guéri le souverain. Ayant appris son erreur, il ne cherche plus qu’à retrouver le château du Graal et à terminer sa quête.
Des récits ultérieurs font de Galaad, le fils de Lancelot, le véritable héros du Graal. Mais même si son rôle dans les romans a été amoindri, Perceval est resté un personnage important et il est un des deux seuls chevaliers (l'autre étant le chevalier Bohort) qui ont accompagné Galaad au château du Graal et ont mené la recherche avec lui.
Des versions précoces affirment que sa bien-aimée se nommait Blanchefleur et qu'il est devenu roi de Corbénic après avoir guéri le Roi pêcheur. Dans des versions postérieures, il est resté vierge et est mort après avoir retrouvé le Graal. Dans la version de Wolfram, le fils de Perceval est Lohengrin, le chevalier au cygne.
Dans le récit de Michael Morpurgo, Perceval tourne en dérision les chevaliers du roi Arthur.

## Œuvres dans lesquelles Perceval est le personnage central

Armoiries imaginaires de Perceval.

- Perceval ou le Conte du Graal, roman inachevé de Chrétien de Troyes (vers 1180). La légende de Perceval y est entrelacée avec celle de Gauvain, neveu du roi Arthur. L'influence de la religion chrétienne, très présente (notamment les thèmes du bien et du mal, comme dans l'épisode de la main noire dans la chapelle), se retrouvera dans des œuvres postérieures inspirées de ce roman.
- Continuations du Conte du Graal
- Peredur ab Evrawc, d'un Gallois anonyme. Dans ce récit, le Graal est une tête d'homme baignant dans son sang.
- Parzival, roman de Wolfram von Eschenbach (XIIIe siècle).
- le Perceval en prose, texte en prose anonyme du début du XIIIe siècle clôturant le Petit cycle du Graal.
- Perlesvaus ou le Haut Livre du Graal : récit en prose anonyme du XIIIe siècle. Dans ce conte étrange, Perceval apparaît sous plusieurs noms selon les moments du récit. Il est appelé Perlesvaus (« Perd les vaux » car dépossédé des Vaux de Camelot par le Seigneur des Marais) lorsqu'il est présenté comme ce personnage légendaire parti vers l'Île Bienheureuse à la recherche de laquelle de nombreux chevaliers vont se lancer. Il est Parluifet (« Par lui fait », car il s'est fait par lui-même) lorsqu'une mystérieuse maladie le retient chez son oncle le Roi Ermite, et le nom de  Perceval n'est cité que lorsqu'il fait de brèves apparitions à la cour d'Arthur.
- Parsifal, opéra (Bühnenweihfestspiel « festival scénique sacré ») de Richard Wagner (1882).
- Le Chevalier aux fleurs tableau de Georges-Antoine Rochegrosse peint en 1894.
- Parsifal, film de Mario Caserini (1909). Il est incarné par Alberto Capozzi.
- Le Saint Graal, film de Mario Caserini (1912). Il est incarné par Dario Silvestri.
- Le Roi pêcheur est une pièce de théâtre de Julien Gracq parue en 1948.
- Perceval, drame en 3 actes d'Albert Gérard Klockenbring, EAR, 1982
- Perceval le Gallois, film d'Éric Rohmer (1978). Il est incarné par Fabrice Luchini.
- Excalibur, film de John Boorman (1981). Il est incarné par Paul Geoffrey.
- L'Enchanteur, roman de René Barjavel paru 1984. L'Enchanteur reprend la légende arthurienne de manière novatrice, sans pour autant l'éloigner de la trame originale.
- Kaamelott, série télévisée de Alexandre Astier (2005-2009). Perceval y est un des personnages principaux, incarné par Franck Pitiot. Bien que possédant un don pour le calcul mental, il apparaît comme un personnage naïf et d'une idiotie incomparable, ce qui lui vaut l'incompréhension de nombre de ses camarades et en particulier du roi Arthur (qui l'apprécie beaucoup malgré tout). Mais c'est aussi un homme loyal, qui donnerait sa vie pour son seigneur. Son incompréhension des choses simples et sa loyauté le rendent conforme au personnage de la légende telle que Chrétien de Troyes l'a représentée. Dans le livre VI, on y apprend que ses parents, un couple de paysans, l'auraient adopté après l'avoir trouvé au milieu d'un cercle de culture.
- Graal, la neige et le sang, roman de Christian de Montella. Ce roman raconte l'histoire de Perceval dans sa quête du Graal et la présentation du Graal devant le Roi pêcheur.
- La complainte de Perceval, chanson d'Alan Simon issue d’Excalibur, le concert mythique.
- Un conte du Graal, roman d'Eugène Green (2014), transposition en forme de songe baroque de l’œuvre de Chrétien de Troyes à LIsbonne et dans les terres imaginaires du cinéaste.
- Parzival, personnage dans le film Ready Player One, avatar dans l'Oasis du personnage principal Wade Watts. La référence faite est de rejouer l’une des scènes cultes du film Sacré Graal ! des Monty Python, mettant en scène la Sainte Grenade. On peut également voir un parallèle entre la quête de l'Easter Egg et la quête du Graal par le personnage du même nom dans la légende arthuriennes[4].
- Dernières paroles de Perceval, recueil poétique d'Emmanuel Merle (2015).
- Sonic et le Chevalier noir, jeu vidéo où Perceval est incarné par Blaze the Cat renommé Perceval the Cat.
- "Four Knights of the Apocalypse" manga de Nakaba Suzuki dans lequel Perceval, le personnage principal, est un des Four Knights of the Apocalypse qui doivent détruire le monde selon une prophétie.

## Hommage
L'astéroïde (2095) Parsifal, découvert en 1960, est nommé en son honneur.
Le tunnelier ayant creusé le tunnel de la ligne A du métro de Rennes à la fin des années 1990 a été nommé Perceval, pour le jeu de mots entre le verbe « percer » et « VAL ».